# 新維諾多爾斯基

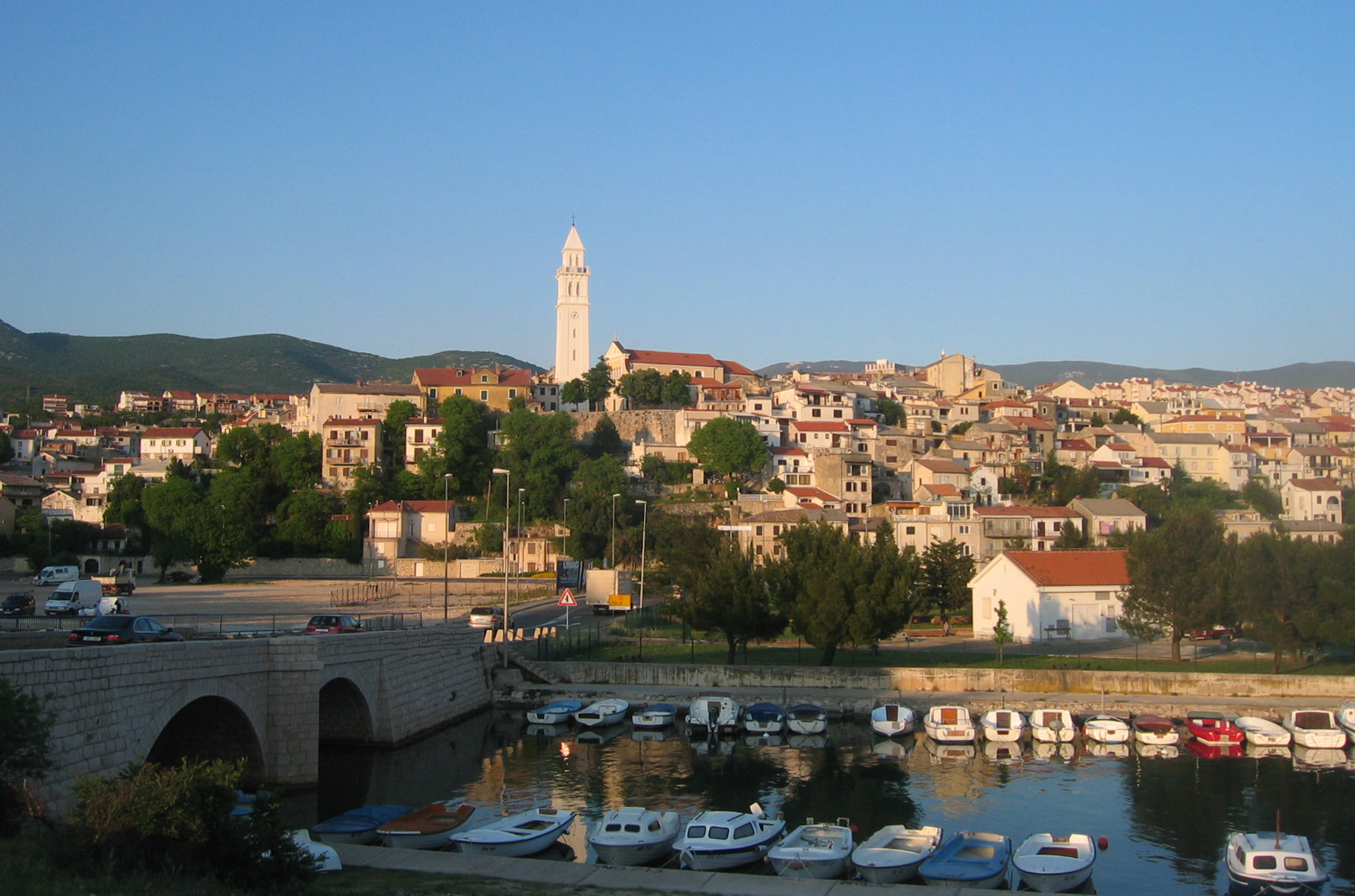

新維諾多爾斯基（克罗地亚语发音：[nɔ̂v̞iː v̞ǐnɔdɔːlskiː]，意大利语：Novi del Vinodol）是克羅地亞的城鎮，位於該國西部，茨里克韦尼察、塞尔采和布里比尔以南，塞尼以北。由濱海和山區縣負責管轄，面積265.08平方公里，該地區自史前時代有人類居住，2011年城镇人口3,988人，总人口5,131。该城市地区在13世纪成为弗兰科潘家族的一处财产，标志着它最有遗产价值的的年代，包括《维诺多法典》。城镇腹地以维诺多尔山谷为主，用于农业和酿酒。该市的经济以旅游业为主，因为新维诺多尔斯基是著名的旅游中心，位于一个基本上不受其他产业影响的地区，提供各种各样的旅游设施。维诺多尔山谷也是一个利用戈尔斯基科塔尔水库储水的水力发电厂所在地。该市的交通连接在很大程度上依赖于附近的里耶卡。

## 外部連結
- Novi Vinodolski tourist office （页面存档备份，存于）

45°08′N 14°47′E / 45.133°N 14.783°E